# روبرت كريستي بوكانان
روبرت كريستي بوكانان (بالإنجليزية: Robert Christie Buchanan)‏ هو ضابط أمريكي، ولد في 1 مارس 1811 في بالتيمور في الولايات المتحدة، وتوفي في 29 نوفمبر 1878 في واشنطن العاصمة في الولايات المتحدة.